# Кермек (посёлок)
Кермек — посёлок в Сальском районе Ростовской области.
Входит в состав Юловского сельского поселения.

## География
Посёлок расположен в степной местности в 12 км к югу от посёлка Юловский

## Название
Название посёлка, скорее всего, связано с названием степной травы кермек. В свою очередь, оно заимствовано из тюркских языков (каз. kermäk — горькая стенная трава, также горький)

## История
Дата основания не установлена. С 1967 года — в составе рисо-животноводческого совхоза «Южный» (пос. Юловский). В 1987 году включён в состав совхоза «Победа» (пос. Супрун)
В 1987 году указом ПВС РСФСР поселку четвёртого производственного отделения конезавода им. Буденного присвоено наименование Кермек.

## Население
| 2010 |
| ---- |
| 207  |